# Tomoya Uchida
Tomoya Uchida (japanisch 内田 智也 Uchida Tomoya; * 10. Juli 1983 in der Präfektur Mie) ist ein ehemaliger japanischer Fußballspieler.

## Karriere
Uchida erlernte das Fußballspielen in der Schulmannschaft der Yokkaichi Chuo Technical High School. Seinen ersten Vertrag unterschrieb er 2002 bei den Yokohama FC. Der Verein spielte in der zweithöchsten Liga des Landes, der J2 League. 2006 wurde er mit dem Verein Meister der J2 League und stieg in die J1 League auf. Für den Verein absolvierte er 185 Ligaspiele. 2008 wechselte er zum Ligakonkurrenten Omiya Ardija. Für den Verein absolvierte er 47 Erstligaspiele. 2011 wechselte er zum Ligakonkurrenten Ventforet Kofu. Für den Verein absolvierte er neun Erstligaspiele. 2012 wechselte er zum Zweitligisten Yokohama FC. Für den Verein absolvierte er 68 Ligaspiele. Danach spielte er bei den Southern District FC. Ende 2017 beendete er seine Karriere als Fußballspieler.